# T. Czene Ágnes
T. Czene Ágnes (Budapest, 1941–) festőművész.

## Életpályája
Már gyermekkorában erősen vonzódott a festészethez, melyhez az indíttatást a családja is adta, tekintve, hogy édesapja Apátfalvi Czene János, valamint nagyapja is ismert művészek voltak.
Édesapja vezetésével tudatosan készül a képzőművész pályára, – azonban ő már eltérő látásmódjából eredően új utakat, egyéni stílusvilágot, kifejezési módokat keressen.

## Művészete
Czene Ágnes kiforrott alkotó. Csendéleteinek két fő pillére a látvány iránti alázat és a formálás precizitása. Színes álmait virágok testesítik: orgona, tulipán, jácint, rózsák és a mezők virágai. Tájain finom rajzolat kelti életre az évszakokat is. Festésmódját mindig az adott témához és hangulatához igazítja. Festményein finoman összehangolt és igen gazdag színvilágot láthatunk. Igazi colorista festő, aki gondolatait, érzéseit elsősorban színekkel fejezi ki, azonban a valós világ formáihoz szorosan kötődik és az absztrakció határait – tudatosan – elkerüli. Sok festménye megtalálható a hazai és külföldi magángalériákban és jelentősebb gyűjteményekben.

## Fontosabb kiállításai
- 1973. Budai Járási Tárlat, Érd
- 1982. Képző- és iparművészeti Kiállítás, Érd
- 1986. Jókai Galéria, Budaörs
- 1987. Meiningen, (Németország)
- 1988. Szentendrei művésztelepi Galéria
- 1989. Budapesti Kongresszusi Központ
- 1991. Kárpátia Alkotóközösség kiállítása a budapesti Rátkai Márton Klubban
- 1991. Pataky Galéria
- 1991. Art Center Renfrew, Kanada
- 1992. Bretzfeld Németország
- 1994. V-Art Galéria tárlata a Gellért Szállóban
- 1995. Helyőrségi klub, Kecskemét
- 1998. a "Magyar Iskola Alapítvány kiállítása, Budapesten

## Festményei
Czene Ágnes festmények